# Little Yeldham
Pour l’article homonyme, voir Great Yeldham.
 (avril 2023).
Little Yeldham est un village et une paroisse civile de l'Essex, en Angleterre.